# Prima Lega 1944-1945 (calcio)
La Prima Lega 1944-1945, campionato svizzero di terza serie, si concluse con la vittoria dello Sciaffusa.

## Stagione

### Novità
Dalla Prima Lega vengono retrocesse: Kleinhüningen, Birsfelden, Chiasso, Kickers Lucerna, Concordia Basilea, Helvetia, Bienne-Boujean, Vevey, Montreux-Sports, Club Athletique Ginevra e Renens. Dalla Seconda Lega vengono promosse: Arbon, Sciaffusa, Winterthur, Blue Stars, Schöftland, Altstetten, Adliswil, Zofingen, Pratteln, Moutier, Thun, Sion, Sierre, Racing Losanna, Central Fribourg, Tramelan, Le Locle-Sports, Red Star e Uster.

#### Aggiornamenti
In seguito alla riorganazione dei campionati di seconda e terza categoria cambia il nome del torneo da Seconda Lega a Prima Lega e cambia anche il numero di squadre partecipanti.

## Formula
Partecipano 30 squadre suddivise in tre Gironi all'italiana a carattere regionale, composti da 10 squadre ciascuno. Due punti per la vittoria, uno per il pareggio, zero per la sconfitta. In caso di arrivo a pari punti si procedo ad una partita di spareggio in campo neutro. Scopo del torneo è quello di ottenere due promozioni e tre retrocessioni. Le prime classificate di ogni girone, si affrontano nella fase finale, in un mini-torneo a tre squadre con incontri in gare unica, per stabilire le due squadre promosse in Lega Nazionale B. Le ultime tre squadre di ciascun girone vengono retrocesse direttamente in Seconda Lega.

## Squadre partecipanti
| Club              | Stagione | Città      | Stadio | Stagione 1943-1944                      |
| ----------------- | -------- | ---------- | ------ | --------------------------------------- |
| Adliswil          | dettagli | Adliswil   | ...    | Promosso dalla Zona Est di Seconda Lega |
| Altstetten        | dettagli | Zurigo     | ...    | Promosso dalla Zona Est di Seconda Lega |
| Arbon             | dettagli | Arbon      | ...    | Promosso dalla Zona Est di Seconda Lega |
| Blue Stars Zurigo | dettagli | Zurigo     | ...    | Promosso dalla Zona Est di Seconda Lega |
| Chiasso           | dettagli | Chiasso    | ...    | 10º posto nel Girone Est di Prima Lega  |
| Kickers Lucerna   | dettagli | Lucerna    | ...    | 11º posto nel Girone Est di Prima Lega  |
| Red Star Zurigo   | dettagli | Zurigo     | ...    | Promosso dalla Zona Est di Seconda Lega |
| Sciaffusa         | dettagli | Sciaffusa  | ...    | Promosso dalla Zona Est di Seconda Lega |
| Uster             | dettagli | Uster      | ...    | Promosso dalla Zona Est di Seconda Lega |
| Winterthur        | dettagli | Winterthur | ...    | Promosso dalla Zona Est di Seconda Lega |

### Classifica finale
|  | Pos. | Squadra           | Pt | G  | V  | N | P  | GF | GS | DR  |
|  | ---- | ----------------- | -- | -- | -- | - | -- | -- | -- | --- |
|  | 1.   | Sciaffusa         | 32 | 18 | 15 | 2 | 1  | 50 | 22 | +28 |
|  | 2.   | Chiasso           | 24 | 18 | 11 | 2 | 5  | 36 | 16 | +20 |
|  | 3.   | Winterthur        | 22 | 18 | 11 | 0 | 7  | 35 | 31 | +4  |
|  | 4.   | Blue Stars Zurigo | 20 | 17 | 8  | 4 | 5  | 37 | 21 | +16 |
|  | 5.   | Altstetten        | 19 | 18 | 9  | 1 | 8  | 36 | 35 | +1  |
|  | 6.   | Adliswil          | 16 | 18 | 6  | 4 | 8  | 32 | 35 | -3  |
|  | 7.   | Uster             | 15 | 17 | 6  | 3 | 8  | 32 | 32 | 0   |
|  | 8.   | Arbon             | 15 | 18 | 6  | 3 | 9  | 39 | 40 | -1  |
|  | 9.   | Red Star Zurigo   | 13 | 18 | 6  | 1 | 11 | 27 | 46 | -19 |
|  | 10.  | Kickers Lucerna   | 2  | 18 | 0  | 2 | 16 | 20 | 66 | -46 |

Legenda:

      Va agli spareggi.

      Retrocesse in 2a Lega.

Note:
Due punti a vittoria, uno a pareggio, zero a sconfitta.

### Tabellone
|                   | ADL | ALT | ARB | BLS   | CHI | KIK | RES  | SCI | UST | WIN  |
| Adliswil          |     | 0-3 | 1-3 | 0-3   | 0-1 | 3-2 | 6-1  | 4-5 | 5-0 | 1-3* |
| Altstetten        | 1-2 |     | 2-3 | 3-2   | 2-0 | 3-2 | 3-1  | 3-3 | 4-2 | 2-3  |
| Arbon             | 2-5 | 3-0 |     | 2-2   | 1-2 | 1-1 | 7-2* | 1-3 | 2-2 | 2-4  |
| Blue Stars Zurigo | 1-1 | 2-1 | 1-3 |       | 1-0 | 9-1 | 2-0  | 2-2 | 4-1 | 3-0  |
| Chiasso           | 3-0 | 3-2 | 2-1 | 0-0   |     | 4-0 | 2-0  | 0-2 | 4-1 | 5-1  |
| Kickers Lucerna   | 1-1 | 1-2 | 1-5 | 0-2   | 0-4 |     | 3-6  | 1-4 | 1-4 | 2-3  |
| Red Star          | 1-1 | 0-2 | 3-0 | 2-1   | 1-4 | 5-3 |      | 0-3 | 1-0 | 0-1  |
| Sciaffusa         | 3-1 | 4-2 | 2-1 | 3-1   | 2-1 | 2-0 | 6-2  |     | 3-2 | 2-1  |
| Uster             | 0-0 | 3-0 | 2-1 | n.-d. | 1-1 | 6-1 | 1-2  | 0-1 |     | 5-1  |
| Winterthur        | 5-1 | 2-3 | 5-1 | 2-1   | 1-0 | 2-0 | 2-1  | 2-1 | 1-2 |      |

## Squadre partecipanti
| Club              | Stagione | Città      | Stadio                  | Stagione 1943-1944                           |
| ----------------- | -------- | ---------- | ----------------------- | -------------------------------------------- |
| Bienne-Boujean    | dettagli | Bienna     | ...                     | Promosso dalla Zona Centrale di Seconda Lega |
| Birsfelden        | dettagli | Birsfelden | ...                     | 9º posto nel Girone Est di Seconda Lega      |
| Concordia Basilea | dettagli | Basilea    | ...                     | 12º posto nel Girone Est di Seconda Lega     |
| Kleinhüningen     | dettagli | Basilea    | Sportplatz Schorenmatte | 8º posto nel Girone Est di Seconda Lega      |
| Le Locle-Sports   | dettagli | Le Locle   | ...                     | Promosso dalla Zona Ovest di Seconda Lega    |
| Moutier           | dettagli | Moutier    | Stade de Chalière       | Promosso dalla Zona Centrale di Seconda Lega |
| Pratteln          | dettagli | Pratteln   | ...                     | Promosso dalla Zona Centrale di Seconda Lega |
| Schöftland        | dettagli | Schöftland | ...                     | Promosso dalla Zona Centrale di Seconda Lega |
| Tramelan          | dettagli | Tramelan   | ...                     | Promosso dalla Zona Centrale di Seconda Lega |
| Zofingen          | dettagli | Zofingen   | ...                     | Promosso dalla Zona Centrale di Seconda Lega |

### Classifica finale
|  | Pos. | Squadra           | Pt | G  | V  | N | P  | GF | GS | DR  |
|  | ---- | ----------------- | -- | -- | -- | - | -- | -- | -- | --- |
|  | 1.   | Pratteln          | 24 | 18 | 9  | 6 | 3  | 46 | 27 | +19 |
|  | 2.   | Concordia Basilea | 24 | 18 | 10 | 4 | 4  | 40 | 30 | +10 |
|  | 3.   | Schöftland        | 20 | 18 | 9  | 2 | 7  | 45 | 35 | +10 |
|  | 4.   | Birsfelden        | 19 | 18 | 7  | 5 | 6  | 36 | 35 | +1  |
|  | 5.   | Moutier           | 18 | 18 | 6  | 6 | 6  | 45 | 41 | +4  |
|  | 6.   | Zofingen          | 17 | 18 | 7  | 3 | 8  | 43 | 39 | +4  |
|  | 7.   | Le Locle-Sports   | 17 | 18 | 5  | 7 | 6  | 33 | 43 | -10 |
|  | 8.   | Kleinhüningen     | 16 | 18 | 6  | 4 | 8  | 40 | 42 | -2  |
|  | 9.   | Tramelan          | 15 | 18 | 5  | 5 | 8  | 37 | 45 | -8  |
|  | 10.  | Bienne-Boujean    | 10 | 18 | 4  | 2 | 12 | 30 | 58 | -28 |

Legenda:

      Va agli spareggi.

      Retrocesse in 2a Lega.

Note:
Due punti a vittoria, uno a pareggio, zero a sconfitta.

### Spareggio per il 1º posto in classifica
S'incontrano le due squadre arrivate a pari punti al 1º posto in classifica nel girone.
|          | Risultati |           | Luogo e data               |
| -------- | --------- | --------- | -------------------------- |
| Pratteln | 1 - 0     | Concordia | Birsfelden, 24 giugno 1945 |
|          |           |           |                            |

### Tabellone
|                   | BBU | BIR | CON | HUN | LOC | MOU | PRA | SCH | TRA | ZOF |
| Bienne-Boujean    |     | 1-2 | 5-1 | 2-5 | 1-3 | -   | 2-2 | 1-0 | 7-3 | 2-3 |
| Birsfelden        | -   |     | 2-1 | 1-0 | 0-0 | 4-3 | 3-2 | 3-1 | 3-3 | 5-2 |
| Concordia Basilea | 2-1 | 4-2 |     | 5-0 | 2-1 | 4-0 | 1-1 | 0-5 | 2-2 | -   |
| Petit Huningue    | 8-1 | 0-3 | 2-2 |     | 3-0 | 3-3 | 1-1 | 3-4 | 4-1 | 5-1 |
| Le Locle-Sports   | 3-0 | 2-1 | 2-5 | 2-0 |     | 3-3 | 5-2 | 0-0 | 1-1 | 4-4 |
| Moutier           | 4-1 | 1-1 | 3-3 | 1-1 | -   |     | 1-1 | 6-2 | 1-3 | 1-3 |
| Pratteln          | 5-0 | 4-1 | 0-1 | 5-2 | 7-1 | 1-0 |     | 3-0 | -   | 3-4 |
| Schöftland        | 5-1 | 2-5 | 1-3 | 4-1 | 3-3 | 3-0 | 2-4 |     | 6-0 | 3-1 |
| Tramelan          | 7-1 | 1-1 | -   | 3-0 | 0-0 | 2-5 | 1-2 | 0-2 |     | 5-3 |
| Zofingen          | 1-1 | 5-1 | 2-0 | 4-1 | -   | 3-4 | -   | 1-2 | 0-1 |     |

## Squadre partecipanti
| Club                    | Stagione | Città     | Stadio            | Stagione 1943-1944                           |
| ----------------------- | -------- | --------- | ----------------- | -------------------------------------------- |
| Club Athletique Ginevra | dettagli | Ginevra   | ...               | 12º posto nel Girone Centrale di Prima Lega  |
| Central Friburgo        | dettagli | Friborgo  | ...               | Promosso dalla Zona Ovest di Seconda Lega    |
| Helvetia                | dettagli | Neuchâtel | ...               | 8º posto nel Girone Centrale di Prima Lega   |
| Montreux-Sports         | dettagli | Montreux  | ...               | 11º posto Prima Lega 1943-1944 (calcio)      |
| Racing Losanna          | dettagli | Losanna   | ...               | Promosso dalla Zona Ovest di Seconda Lega    |
| Renens                  | dettagli | Renens    | Stade du Verdeaux | 13º posto nel Girone Centrale di Prima Lega  |
| Sierre                  | dettagli | Sierre    | ...               | Promosso dalla Zona Ovest di Seconda Lega    |
| Sion                    | dettagli | Sion      | ...               | Promosso dalla Zona Ovest di Seconda Lega    |
| Thun                    | dettagli | Thun      | ...               | Promosso dalla Zona Centrale di Seconda Lega |
| Vevey                   | dettagli | Vevey     | ...               | 10º posto nel Girone Centrale di Prima Lega  |

### Classifica finale
|  | Pos. | Squadra                 | Pt | G  | V  | N | P  | GF | GS | DR  |
|  | ---- | ----------------------- | -- | -- | -- | - | -- | -- | -- | --- |
|  | 1.   | Helvetia                | 28 | 18 | 13 | 2 | 3  | 35 | 23 | +12 |
|  | 2.   | Thun                    | 26 | 18 | 9  | 5 | 4  | 45 | 22 | +23 |
|  | 3.   | Vevey                   | 23 | 18 | 9  | 5 | 4  | 45 | 22 | +23 |
|  | 4.   | Central Friburgo        | 22 | 18 | 8  | 6 | 4  | 37 | 23 | +14 |
|  | 5.   | Montreux-Sports         | 20 | 18 | 7  | 6 | 5  | 30 | 36 | -6  |
|  | 6.   | Sierre                  | 17 | 18 | 8  | 1 | 9  | 35 | 29 | +6  |
|  | 7.   | Racing Losanna          | 15 | 18 | 6  | 3 | 9  | 25 | 26 | -1  |
|  | 8.   | Sion                    | 14 | 18 | 5  | 4 | 9  | 28 | 31 | -3  |
|  | 9.   | Renens                  | 12 | 18 | 5  | 2 | 11 | 27 | 49 | -22 |
|  | 10.  | Club Athletique Ginevra | 3  | 18 | 0  | 3 | 15 | 13 | 51 | -38 |

Legenda:

      Va agli spareggi.

      Retrocesse in 2a Lega.

Note:
Due punti a vittoria, uno a pareggio, zero a sconfitta.

### Tabellone
|                  | CAD | CEN | HEL | MON  | RAC | REN  | SIE  | SIO | THU | VEV |
| Club Athletique  |     | 1-3 | 1-1 | 1-1  | 0-3 | 0-3* | 0-3* | 0-1 | 1-4 | 0-8 |
| Central Friburgo | 2-1 |     | 1-2 | 2-2  | 3-2 | 4-1  | 2-1  | 3-0 | 7-0 | 1-1 |
| Helvetia         | 2-1 | 2-1 |     | 2-0  | 3-0 | 1-0  | 5-1  | 3-1 | 2-0 | 2-1 |
| Montreux-Sports  | 1-0 | 1-1 | 6-2 |      | 0-0 | 6-1  | 0-3  | 1-0 | 2-1 | 1-3 |
| Racing Losanna   | 2-0 | 2-1 | 1-2 | 0-0  |     | 2-0  | 4-0  | 3-0 | 3-5 | 0-1 |
| Renens           | 3-2 | 3-3 | 2-4 | 0-2  | 2-1 |      | 3-0  | 2-1 | 1-6 | 1-1 |
| Sierre           | 3-0 | 1-1 | 0-1 | 11-0 | 2-0 | 3-0  |      | 1-2 | 2-3 | 3-0 |
| Sion             | 6-2 | 0-1 | 1-1 | 5-2  | 2-2 | 6-1  | 0-1  |     | 1-1 | 1-1 |
| Thun             | 3-1 | 1-1 | 2-0 | 2-2  | 1-0 | 2-1  | 4-0  | 1-0 |     | 3-0 |
| Vevey            | 2-2 | 2-0 | 4-0 | 2-3  | 4-0 | 5-3  | 4-0  | 5-1 | 1-1 |     |

- [1]

## Fase finale

### Classifica Finale
|  | Pos. | Squadra   | Pt | G | V | N | P | GF | GS | DR |
|  | ---- | --------- | -- | - | - | - | - | -- | -- | -- |
|  | 1.   | Sciaffusa | 4  | 2 | 2 | 0 | 0 | 8  | 2  | +6 |
|  | 2.   | Helvetia  | 2  | 2 | 1 | 0 | 1 | 1  | 2  | -1 |
|  | 3.   | Pratteln  | 0  | 2 | 0 | 0 | 2 | 2  | 7  | -5 |

Legenda:
      Promossa in Lega Nazionale B 1945-1946.
Regolamento:
Due punti a vittoria, uno a pareggio, zero a sconfitta.

#### Risultati
S'incontrano le tre squadre vincenti i rispettivi gironi.
|           | Risultati |           | Luogo e data              |
| --------- | --------- | --------- | ------------------------- |
| Sciaffusa | 6 - 2     | Helvetia  | Sciaffusa, 28 giugno 1945 |
| Pratteln  | 0 - 2     | Sciaffusa | Neuchâtel, 1º luglio 1945 |
| Helvetia  | 1 - 0     | Pratteln  | Berna, 8 luglio 1945      |
|           |           |           |                           |